# Dorothy Stang
Dorothy Mac Stang, connue comme Irmã Dorothy (née le 7 juin 1931 Dayton, Ohio, É.-U. et morte le 12 février 2005 à Anapu, Pará, Brésil) est une religieuse catholique de la congrégation des Sœurs de Notre-Dame de Namur, naturalisée brésilienne, qui a été assassinée le 12 février 2005 par deux tueurs à gages, « pistoleiros » enrôlés par des grands propriétaires, dans l'État du Pará.

## Biographie
Elle entre chez les religieuses de Notre-Dame de Namur en 1948 et y prononce ses vœux perpétuels en 1956. De 1951 a 1966, elle enseigne dans des classes du primaire d'écoles de sa congrégation dans l'Illinois puis dans l'Arizona. En 1966, elle arrive au Brésil. En 1983, elle se fixe à Anapu, à 700 km au sud de Belém capitale du Pará. Elle défend les paysans pauvres et illettrés face aux grands propriétaires sans scrupule. En 1984, elle est visée par un attentat lorsque des tueurs à gage tirent sur le camion dans lequel elle se trouve avec des syndicalistes et échappe à la mort. Surnommée « l'Ange de la Transamazonienne », elle militait à la Commission pastorale de la Terre, partageant la vie des plus pauvres.
Le 12 février 2005, elle est assassinée par deux tueurs à gages, d'une balle dans l'abdomen, une dans le dos, et quatre autres en pleine tête. Cet assassinat aurait été commandité par l'industrie du bétail, car Sr Dorothy Sand était connue pour dénoncer publiquement les effets négatifs de l'élevage intensif sur la forêt amazonienne.
En 2008, Dorothy Stang a reçu le prix des Nations unies pour la cause des droits de l'homme. Ces honneurs posthumes ont été également remis à l'ancienne première ministre pakistanaise Benazir Bhutto. Cette distinction est remise tous les cinq ans à des personnalités ou organisations qui ont œuvré à l'avancement et au respect des droits de l'homme.